# Министерство образования и науки Казахстана
Министерство образования и науки Республики Казахстан — центральный исполнительный орган в составе Правительства Республики Казахстан, осуществляющим руководство и в пределах, предусмотренных законодательством, межотраслевую координацию в сферах образования, науки, защиты прав детей и молодёжной политики.
Реорганизовано Президентом Республики Казахстан Касым-Жомарт Токаевым 11 июня 2022 путём разделения на Министерство просвещения Республики Казахстан и Министерство науки и высшего образования Республики Казахстан.
Положение о Министерстве образования и науки Республики Казахстан утверждено постановлением Правительства Республики Казахстан 28 октября 2004 года (№ 1111), в целях реализации Указа Президента Республики Казахстан от 29 сентября 2004 года № 1449 «О мерах по дальнейшему совершенствованию системы государственного управления Республики Казахстан».

## Функции министерства
- 1) обеспечение соблюдения конституционных прав и свобод граждан в области образования;
- 2) формирование приоритетных направлений фундаментальных и прикладных научных исследований в Республике Казахстан;
- 3) осуществление управления качеством образования, методическое и методологическое обеспечение качества предоставляемых организациями образования образовательных услуг;
- 4) проведение государственной молодёжной политики;
- 5) разработку и внесение на утверждение Правительства Республики Казахстан программ по реализации государственной молодёжной политики;
- 6) осуществление международного сотрудничества в сфере науки и молодёжной политики;
- 7) разработку различных программ по реализации основных прав ребёнка;
- 8) проведение переговоров с иностранными партнёрами и подписание международных договоров (соглашений) и программ в области образования, а также научной деятельности;
- 9) организацию разработки и утверждение государственных общеобязательных стандартов образования (кроме медицинского и фармацевтического образования) соответствующих уровней образования, утверждение типовых образовательных учебных программ и типовых учебных планов всех уровней образования;
- 10) координацию деятельности центральных и местных исполнительных органов Республики Казахстан в области государственной молодёжной политики;
- 11) осуществление межотраслевой координации в области образования и науки;
- 12) разработку и реализацию целевых и международных программ в области образования;
- 13) обеспечение объективной информацией о состоянии системы образования и эффективности ее деятельности путем подготовки и опубликования ежегодного доклада о состоянии развития образования;
- 14) утверждение порядка и критериев конкурсного отбора и проведения конкурса университетов, внедряющих инновационные образовательные программы;
- 15) утверждение типовых правил приема на обучение в организации образования, реализующие общеобразовательные учебные программы начального, основного среднего, общего среднего образования, профессиональные учебные программы технического и профессионального, послесреднего, высшего и послевузовского образования;
- 16) определение во взаимодействии с заинтересованными министерствами, иными центральными исполнительными органами, работодателями и другими социальными партнерами перечней профессий и специальностей для подготовки кадров по уровням профессиональных учебных программ и утверждение классификаторов профессий и специальностей;
- 17) определение времени начала и завершения учебного года в организациях образования независимо от форм собственности и ведомственной подчиненности;
- 18) обеспечение учебниками и учебно-методическими комплексами республиканские организации среднего образования, а также соотечественников, обучающихся в зарубежных школах в соответствии с международными соглашениями;
- 19) утверждение форм типового договора оказания образовательных услуг и типового договора на проведение профессиональной практики;
- 20) осуществление руководства и координации проведения учебно-методической работы;
- 21) утверждение правил организации и осуществления учебно-методической работы;
- 22) утверждение правил организации учебного процесса по кредитной технологии обучения и дистанционным образовательным технологиям;
- 23) утверждение правил организации работы по подготовке, экспертизе и изданию учебников, учебно-методических комплексов и учебно-методических пособий;
- 24) организацию проведения внешкольных мероприятий республиканского значения;
- 25) утверждение правил организации и проведения республиканских олимпиад и научных соревнований по общеобразовательным предметам, республиканских конкурсов исполнителей и профессионального мастерства;
- 26) утверждение уставов подведомственных учреждений образования;
- 27) разработку и утверждение типовых квалификационных характеристик должностей педагогических работников и приравненных к ним лиц;
- 28) утверждение правил конкурсного замещения руководителей государственных организаций среднего образования в организационно-правовой форме государственного учреждения;
- 29) утверждение правил конкурсного замещения должностей профессорско-преподавательского состава и научных работников высших учебных заведений;
- 30) утверждение правил аттестации педагогических работников;
- 31) организацию переподготовки и повышения квалификации педагогических кадров;
- 32) разработку и утверждение отраслевой системы поощрения;
- 33) утверждение правил организации международного сотрудничества, осуществляемого организациями образования, и координации этой работы;
- 34) установление порядка направления для обучения за рубежом;
- 35) утверждение нормативных правовых актов по организации и проведению государственной аттестации организаций образования и аккредитации;
- 36) размещение государственного образовательного заказа на подготовку специалистов с послевузовским образованием, а также с техническим и профессиональным, послесредним образованием в организациях образования, финансируемых из республиканского бюджета;
- 37) утверждение типовых правил проведения текущего контроля успеваемости, промежуточной и итоговой аттестации обучающихся;
- 38) разработку и утверждение порядка подтверждения уровня профессиональной подготовленности и присвоения квалификации по профессиям (специальностям) технического и обслуживающего труда;
- 39) организацию заказа бланков документов государственного образца об образовании и (или) квалификации и обеспечение ими организаций образования, реализующих профессиональные учебные программы высшего и послевузовского образования, подведомственных организаций образования;
- 40) разработку и утверждение форм документов строгой отчетности, используемых организациями образования в образовательной деятельности, определение требований к оформлению документов об образовании, утверждение формы справки, выдаваемой лицам, не завершившим образование;
- 41) установление перечней профессий и специальностей, получение которых в заочной, вечерней формах и в форме экстерната не допускается и выдача разрешения на обучение в форме экстерната в организациях образования, дающих высшее образование;
- 42) утверждение правил перевода и восстановления обучающихся по типам организаций образования;
- 43) утверждение порядка предоставления академических отпусков обучающимся в организациях образования;
- 44) осуществление информационного обеспечения системы управления образованием;
- 45) утверждение правил организации и функционирования единой информационной системы образования;
- 46) внесение предложений о создании, реорганизации и ликвидации государственных организаций в области фундаментальных и прикладных научных исследований;
- 47) разработку нормативных правовых актов в области государственной молодежной политики;
- 48) организацию информационного и научного обеспечения деятельности по реализации государственной молодежной политики;
- 49) установление перечня типов и видов специальных организаций образования, определение необходимого количества мест в организациях образования для лиц, нуждающихся в специальном образовании;
- 50) установление обязательных минимальных требований к материально-техническому и учебно-методическому оснащению и обеспечению организаций образования, осуществляющих обучение детей с ограниченными возможностями;
- 51) определение единых принципов и нормативов специальных образовательных условий для всех организаций образования;
- 52) определение предельной наполняемости специальных классов (групп), где обучаются дети с ограниченными возможностями;
- 53) определение методики аттестации обучающихся;
- 54) осуществление координации деятельности по научно-методическому обеспечению организаций образования;
- 55) координацию деятельности уполномоченных органов в области защиты прав детей в деле международного сотрудничества;
- 56) разработку и утверждение технологии проведения единого национального тестирования, а также комплексного тестирования;
- 57) установление порядка признания и нострификации документов об образовании;
- 58) утверждение правил проведения промежуточного государственного контроля и предельного количества, обучающихся в организациях образования, не прошедших промежуточный государственной контроль, превышение которого ведет к внеочередной государственной аттестации;
- 59) утверждение типового положения о консультативно-совещательном органе научной организации, включая порядок избрания его членов;
- 60) утверждение положения о диссертационном совете по защите диссертаций;
- 61) утверждение правил государственной регистрации научно-исследовательских работ, проводимых за счет бюджетных средств, законченных тем и программ фундаментальных и прикладных исследований, защищенных кандидатских и докторских диссертаций;
- 62) утверждение порядка формирования и организации деятельности диссертационных советов по защите диссертаций;
- 63) утверждение квалификационных требований к соискателям ученых степеней и ученых званий и порядка присуждения ученых степеней и присвоения ученых званий;
- 64) утверждение нормативных правовых актов по организации проведения государственной аттестации научных и научно-педагогических кадров высшей квалификации;
- 65) разработку нормативных правовых актов в области научной и научно-технической деятельности;
- 66) координацию и направление деятельности других заинтересованных уполномоченных органов в области защиты прав ребенка;
- 67) осуществление в установленном порядке финансирования подведомственных организаций за счет бюджетных средств;
- 68) определение перечня международных олимпиад и научных соревнований по общеобразовательным предметам, республиканских и международных конкурсов исполнителей и спортивных соревнований последних трех лет;
- 69) определение условий приема на обучение в высшие технические школы для получения технического и профессионального образования;
- 70) утверждение типового договора заключаемого с лицами, поступившими на обучение, организацией технического и профессионального, послесреднего, высшего и послевузовского образования;
- 71) определение особенностей итоговой аттестации обучающихся, освоивших профессиональные учебные программы послевузовского образования;
- 72) утверждение перечня гуманитарных специальностей по подготовке специалистов по профессиональным учебным программам послесреднего образования;
- 73) определение видов организаций дополнительного образования для обучающихся и воспитанников;
- 74) определение требований к заполнению документов об образовании государственного образца;
- 75) утверждение номенклатуры типов и видов организаций образования;
- 76) утверждение типовых правил организации работы, включая порядок избрания ученого совета и иных форм коллегиального управления организацией образования;
- 77) утверждение формы типового договора на предоставление товаров (работ и услуг) на платной основе;
- 78) утверждение правил аттестации научных и инженерно-технических работников государственных научных организаций;
- 79) осуществление координации проведения государственной политики в области науки и научно-технической деятельности;
- 80) внесение в Правительство Республики Казахстан предложений по совершенствованию системы подготовки и аттестации научных кадров;
- 81) осуществление организационно-технического обеспечения деятельности консультативно-совещательного органа по реализации государственной молодежной политики при Правительстве Республики Казахстан;
- 82) разработку и опубликование в средствах массовой информации доклада о положении молодежи в Республике Казахстан;
- 83) определение порядка конкурсного отбора матерей-воспитательниц и резервных матерей-воспитательниц;
- 84) утверждение положения об администрации детской деревни;
- 85) разработку и установление квалификационных категорий матерей-воспитательниц;
- 86) утверждение типового договора о передаче детей в семью детской деревни;
- 87) утверждение положения о доме юношества;
- 88) утверждение типового договора о содержании в доме юношества, заключенного между детской деревней (детским домом) и воспитанником (выпускником);
- 89) разработку совместно с уполномоченными органами в области охраны здоровья граждан, социальной защиты и утверждение нормативных требований на технические средства обучения детей с ограниченными возможностями;
- 90) организацию совместно с другими заинтересованными государственными органами научного сопровождения программ социальной и медико-педагогической коррекционной поддержки детей с ограниченными возможностями;
- 91) представление Президенту Республики Казахстан ежегодного государственного доклада о положении детей в Республике Казахстан и опубликование его в официальном издании;
- 92) обеспечение получения инвалидами образования в соответствии с законодательством Республики Казахстан;
- 93) разработку порядка назначения и выплаты инвалидам, обучающимся по государственному заказу или гранту, стипендий в соответствии с законодательством Республики Казахстан;
- 94) разработку и утверждение нормативных правовых актов Республики Казахстан, регламентирующих образовательную деятельность специальных организаций образования, осуществляющих обучение инвалидов;
- 95) утверждение правил организации деятельности психолого-медико-педагогических консультаций;
- 96) обеспечение выделения квоты для поступления в организации образования, реализующие профессиональные учебные программы технического и профессионального, послесреднего и высшего образования оралманам и членам их семей в количестве, определяемом Правительством Республики Казахстан;
- 97) разработку и внедрение в практику работы организаций образования программ и методик, направленных на формирование законопослушного поведения несовершеннолетних, привитие им основ нравственности и здорового образа жизни;
- 98) утверждение положения о специальных организациях образования;
- 99) утверждение положения об организациях образования с особым режимом содержания.

## Структура

### Комитеты
- Комитет по контролю в сфере образования и науки МОН РК
- Комитет науки
- Комитет по охране прав детей МОН РК

### Департаменты
- Департамент административной работы и государственных закупок
- Департамент бюджетного планирования
- Департамент дошкольного и среднего образования
- Департамент финансов
- Департамент технического и профессионального образования
- Департамент международного сотрудничества
- Департамент стратегического планирования и координации
- Департамент цифровизации
- Департамент внутреннего аудита
- Департамент высшего и послевузовского образования
- Департамент юридической служб

### Управления и службы
- Управление по защите государственных секретов
- Управление информационной безопасности
- Управление контроля и документационного обеспечения
- Служба обеспечения деятельности первого руководителя
- Служба управления персоналом

## Подведомственные организации
- Республиканский институт повышения квалификации руководящих и научно-педагогических кадров системы образования
- Национальный центр тестирования
- Республиканский научно-практический центр «Дарын»
- Национальный научно-практический центр физической культуры
- Национальный научно-практический, образовательный и оздоровительный центр «Бобек»
- Республиканский учебно-оздоровительный центр «Балдаурен»
- Научно-технический центр межотраслевой информации
- Институт проблем горения
- Институт прикладной математики
- Научно-издательский центр «Гылым»
- Республиканский центр «Дошкольное детство»
- Республиканский научно-методический центр развития технического и профессионального образования и присвоения квалификации
- Республиканский научно-практический центр «Учебник»
- Национальный аккредитационный центр
- Национальный центр оценки качества образования
- Межрегиональный профессиональный центр по подготовке и переподготовке кадров технического и обслуживающего труда для нефтегазовой отрасли
- Республиканский учебно-методический центр дополнительного образования
- Межрегиональный профессиональный центр по подготовке и переподготовке кадров технического и обслуживающего труда для топливно-энергетической отрасли
- Национальная академия образования имени И. Алтынсарина
- Национальный научно-практический центр коррекционной педагогики
- Алматинская республиканская военная школа-интернат имени Б. Момышулы
- Карагандинская республиканская военная школа-интернат
- Шымкентская республиканская военная школа-интернат имени Героя Советского Союза Сабира Рахимова
- Республиканская средняя специализированная музыкальная школа-интернат для одарённых детей имени Куляш Байсеитовой
- Республиканская специализированная с углублённым изучением казахского языка и литературы средняя школа-интернат для одарённых детей
- Республиканская специализированная физико-математическая средняя школа-интернат имени О. Жаутыкова для одарённых детей
- Республиканская научно-педагогическая библиотека

### Акционерные общества
- Центр международных программ
- Финансовый центр
- «Национальный научно-технологический холдинг «Парасат»
- «Өркен»

## История

### Наркомы просвещения
Образован в октябре 1920 г. в соответствии с резолюцией 1 (Учредительного) съезда Советов Казахстана на основании Декрета ЦИКа и Совнаркома РСФСР от 26 августа 1920 г. В марте 1946 г. преобразован в Министерство просвещения КазССР.
1. Байтурсынов, Ахмет октябрь 1920 г. — октябрь 1921 г.
2. Кенжин, Аспандиар Кенжинович октябрь 1921 г. — октябрь 1922 г.
3. Залиев, Нугман Залиевич октябрь 1922 г. — декабрь 1924 г.
4. Темирбеков, Ильяс Кулжанович декабрь 1924 г. — февраль 1925 г.
5. Садвокасов, Смагул март 1925 г. — март 1927 г.
6. Токтабаев, Карим Дощанович март 1927 г. — ноябрь 1927 г.
7. Джандосов, Ураз Кикимович ноябрь 1927 г. — июнь 1929 г.
8. Манаев, Нугман Сарсенович июль 1929 г. — июнь 1930 г.
9. Мендешев, Сейтгалий Мендешевич июнь 1930 г. — июнь 1933 г.
10. Жургенев, Темирбек Караулы июнь 1933 г. — июль 1937 г.
11. Манкин, Бржан октябрь 1937 г. — ноябрь 1937 г.
12. Суюнчалин, Султан Суюнчалиевич декабрь 1937 г. — июнь 1938 г.
13. Абдыкалыков, Мухамеджан июнь 1938 г. — март 1941 г.
14. Тажибаев, Толеген Тажибаевич март 1941 г. — декабрь 1941 г.
15. Сембаев, Абдыхамит Ибнеевич декабрь 1941 г. — март 1946 г.

### Министры просвещения
1. Сембаев, Абдыхамит Ибнеевич март 1946 г. — 1955
2. Закарин, Аскар Закарьевич 1955—1958 гг.
3. Шарипов, Ади Шарипович 1958—1963 гг.
4. Айманов, Кенжалы 1963 по 1971
5. Бультрикова, Балжан Бультриковна 1971—1974
6. Балахметов, Кажахмет Балахметович 14 августа 1974 - 1987

### Министры высшего и среднего специального образования Казахской ССР
1. Билялов, Калий 1959/1960-1971
2. Айманов, Кенжалы с 1971 по 1974
3. Катаев, Турганбек 1974-1983
4. Нарибаев, Купжасар Нарибаевич 1983—1987

### Министры народного образования
1. Шаяхметов, Шайсултан Шаяхметович 1988 — 1993

### Министры образования и науки Казахстана
- Мамбетказиев Ережеп Альхаирович — 1993—1995[2]
- Абильсиитов, Галым Абильсиитович — 1992—1994
- Школьник, Владимир Сергеевич — 1994—1997
- Кушербаев, Крымбек Елеуович — 1997—2000
- Бектурганов, Нуралы Султанович — 2000—2002
- Беркимбаева, Шамша Копбаевна — 2002—2003
- Кулекеев, Жаксыбек Абдрахметович — 2003—2004
- Айтимова, Бырганым Сариевна — 2004—2007
- Туймебаев, Жансеит Кансеитович — 2007—2010
- Жумагулов, Бакытжан Турсынович — 2010—2013
- Саринжипов, Аслан Бакенович — 2013—2016
- Сагадиев, Ерлан Кенжегалиевич — 2016—2019
- Шамшидинова, Куляш Ногатаевна — 2019
- Аймагамбетов, Асхат Канатович — 2019—2022

### Министры просвещения
- Аймагамбетов, Асхат Канатович — июнь 2022 — 4 января 2023[3]
- Бейсембаев, Гани Бектаевич — с 4 января 2023 года[4]

### Министры науки и высшего образования
- Нурбек, Саясат — 2022[5]